# Hotchkiss 25-mm-FlaK
Die Hotchkiss 25-mm-FlaK (französisch Mitrailleuse de 25 mm contre-aéroplanes) war eine vom französischen Unternehmen Hotchkiss entwickelte Flugabwehrkanone. Eingesetzt wurde die Waffe im Zweiten Weltkrieg von Frankreich, Japan und anderen Streitkräften. Mit Ausnahme des Herstellers und des Kalibers hat die Hotchkiss 25-mm-FlaK nichts mit der Hotchkiss 25-mm-Panzerabwehrkanone gemein; speziell die Patrone ist eine andere.

## Entwicklung
Nach dem Ersten Weltkrieg formulierte Frankreich den Bedarf nach einer Flugabwehrkanone. Hotchkiss legte dazu die 25-mm-Maschinenkanone vor, die jedoch aufgrund zu geringer Kadenz abgelehnt wurde. So wurde der Entwurf für den Export freigegeben. Als die Lage 1938 immer angespannter wurde, reaktivierte das französische Militär den Hotchkiss-Entwurf, da die favorisierte 'Schneider 37-mm-Maschinenkanone' noch nicht verfügbar war. Hotchkiss hatte jedoch bereits einen Vertrag mit Rumänien über den Kauf der Hotchkiss 25-mm-FlaK abgeschlossen. Die Waffen wurden jedoch nicht ausgeliefert und stattdessen in den eigenen Streitkräften eingeführt. Das originale Dreibein stellte sich als zu instabil heraus, und so wurde ein neues in Dreieckform mit zwei Rädern entwickelt. Mit dieser Lafette wurde die Waffe in die Serienproduktion gegeben. Im Mai 1940, mit dem Angriff der Wehrmacht auf Frankreich, waren jedoch nur einige Hundert eingeführt worden. Zusammen mit den ungefähr zweihundert 20-mm-Oerlikon-Maschinenkanonen verfügte Frankreich über zu wenige moderne Flugabwehrkanonen, zum Nachteil der französischen Streitkräfte während des Krieges.

## Exporte
- Rumänien erhielt schließlich 1943 eine Schiffsladung der Flak, nachdem Frankreich 1940 kapituliert hatte.

- Japan kaufte eine Lizenz zum Bau der Waffen. Die FlaK wurde unter der Bezeichnung Typ 96 auf den meisten japanischen Kriegsschiffen im Zweiten Weltkrieg eingeführt.

## Varianten
Mitrailleuse de 25 mm contre-aéroplanes modèle 1938
- erster Entwurf mit originalem Dreibein, bestimmt für Rumänien

Mitrailleuse de 25 mm contre-aéroplanes modèle 1939
- schwerere und stabilere Lafette

Mitrailleuse de 25 mm contre-aéroplanes modèle 1940
- Variante mit höherer Kadenz für Einbau auf Schiffen und feste Flugabwehrstellungen

Mitrailleuse de 25 mm contre-aéroplanes modèle 1940 jumelée
- Zwillingskanone, Variante für festen Einbau

## Technische Daten
- Typ: einläufige Maschinenkanone
- Funktion: Gasdrucklader
- Kaliber: 25 × 163 mm
- Kadenz: 220 Schuss pro Minute
- Mündungsgeschwindigkeit: 900 m/s
- Gesamtgewicht: 115 kg
- Rohrlänge: 1.500 mm